# Rubbenbruchsee
Der Rubbenbruchsee ist ein künstlich geschaffener See im Westen von Osnabrück und Teil eines großen Naherholungsgebiets. Er ist ca. 24 Hektar groß, hat eine Länge von einem Kilometer und eine Breite von 100–300 Metern. Die Tiefe des Gewässers variiert zwischen zwei und 24 Metern. Die einzige Insel liegt im Süden des Sees.

## Geographie
Der Rubbenbruchsee liegt ungefähr vier Kilometer nordwestlich der Osnabrücker Innenstadt und bildet die Grenze zwischen den Stadtteilen Westerberg und Atter. Der Stadtteil Eversburg schließt sich nordöstlich an das Naherholungsgebiet an.
Der See liegt in einer in Nord-Süd-Richtung verlaufenden, einige hundert Meter breiten Tiefebene, dem Rubbenbruch. Geologisch handelt es sich hierbei um einen Grabenbruch, der bei der Gebirgsbildung des Osnabrücker Hügellands entstanden ist. Der Rubbenbruch zeigt außerdem Reste der alten Osnabrücker Landwehr.
Die Umgebung des Sees ist durch ausgedehnte Wald- und Wiesenflächen geprägt, die einen innerstädtischen Ausläufer des Naturparks TERRA.vita bilden. Westlich des Sees liegt die größtenteils landwirtschaftlich genutzte Atterheide mit dem gleichnamigen Flugplatz. Richtung Osten erstrecken sich die Waldgebiete Heger Holz und, etwas nördlich davon, das Natruper Holz. Sie werden ebenfalls zur Naherholung genutzt. Im Süden schließen sich Feuchtwiesen sowie ein weiteres Waldgebiet, das Hakenhof Holz, an. Einige hundert Meter südöstlich des Sees liegt außerdem das Klinikum Osnabrück auf dem Finkenhügel. Darüber hinaus existiert eine Grünverbindung, die vom Rubbenbruchsee aus in Richtung Osten durch das Heger Holz und über den Westerberg führt und fast bis an die Innenstadt heranreicht.

## Entstehung
Schon in den 1930er-Jahren kamen Pläne auf, einen See zur Naherholung im Gebiet des Rubbenbruchs anzulegen. Als Vorbilder können andere künstlich angelegte, stadtnahe Seen wie der Aasee in Münster oder der Maschsee in Hannover gesehen werden, die beide in den 1930er-Jahren fertiggestellt wurden. Alternativ gab es auch Planungen, das Gebiet mit einer Wohnsiedlung zu bebauen. Keiner der beiden Pläne konnte jedoch vor dem Beginn des Zweiten Weltkriegs verwirklicht werden. Nach dem Krieg lag die Fläche teilweise brach.
1955 wurde mit Voruntersuchungen begonnen und die für einen dauerhaft stabilen Wasserpegel nötige Wasserfläche von mindestens 22 Hektar errechnet. Die Planungen für den See wurden von Professor Peucker und dem damaligen Grünflächenamt der Stadt Osnabrück geführt. Für den Aushub konnte in den 1960er Jahren die Verwendung als Baumaterial für die Dämme der geplanten Autobahn 30 und der Bundesstraße 51 im Osten Osnabrücks (heutige A 33) gefunden werden. Die Stadt Osnabrück erwarb die für den Seebau benötigten Flächen unter anderem von der Heger Laischaft. Nach dem damaligen Buchhalter der Heger Laischaft, Karl Kühling, ist heute der Rundweg um den See benannt.
Die Ausbaggerungsarbeiten des Sandes am Rubbenbruch begannen 1968. Der Aushub wurde mittels eines Saugbaggers entnommen und durch eine Rohrleitung zur Baustelle der A 30 gepumpt. Für die Aufschüttung der Straßendämme wurde jedoch weniger als die Hälfte der Sandmenge benötigt, die zur Vollendung des Sees auszuheben war. Zwischen 1970 und 1975 pausierten deshalb die Bauarbeiten. Die Stadt suchte nach einer kostengünstigen Lösung und einigte sich mit einem Bauunternehmen, das die Arbeiten weiterführte und im Gegenzug den ausgebaggerten Sand verkaufen durfte. Hierzu wurden Silos am Rande des im Bau befindlichen Sees aufgestellt. Schon zu diesem Zeitpunkt wurde der See nach der Begrünung der ersten Uferabschnitte und dem Bau von Wegen zur Erholung genutzt. Es dauerte noch bis zum 22. März 1991, bis die Endgröße von 24 Hektar erreicht war und die Baggerarbeiten beendet wurden. Schließlich wurden die umliegenden Flächen als parkähnliches Naherholungsgebiet gestaltet.
Westlich des Sees war der Bau eines Freibades für die damals noch eigenständige Gemeinde Atter vorgesehen, dieses wurde jedoch nie realisiert. 1972 wurde Atter nach Osnabrück eingemeindet.

## Freizeitangebote
Durch die naturnahe Gestaltung in unmittelbarer Nähe zum Stadtgebiet ist der Rubbenbruchsee besonders in den Sommermonaten ein beliebtes Ausflugsziel. Der See ist von einem  3,3 Kilometer langen Fußweg mit zahlreichen Sitzmöglichkeiten umgeben, was ihn für Jogger und Radfahrer interessant macht. Teile des Rundweges werden für den jährlich stattfindenden Silvesterlauf Osnabrück genutzt.
Der nördliche Teil des Gewässers kann durch mietbare Tretboote erkundet werden. Im Norden des Sees befinden sich Gastronomie mit Parkmöglichkeiten und ein Minigolf-Platz, während im südlichen Teil die Landschaft vor allem durch Naturwiesen geprägt ist. Hier gibt es einen Kinderspielplatz und Grillmöglichkeiten. Am Westufer des Sees ist es gestattet zu angeln. Das Baden ist aus Gründen des Naturschutzes im ganzen See verboten, hierfür steht der einige Kilometer entfernte Attersee zur Verfügung.

### Reitsport
Im Umfeld des Rubbenbruchsees befinden sich mehrere Reithöfe, weshalb das Gebiet oft von Reitern genutzt wird. Damit diese sich die Wege nicht mit Fußgängern und Radfahrern teilen müssen, ist der Rubbenbruch durch Reitwege erschlossen. Diese verlaufen zum Teil in nur wenigen Metern Abstand parallel zu den vorhandenen Fuß- und Radwegen.

## Bildergalerie

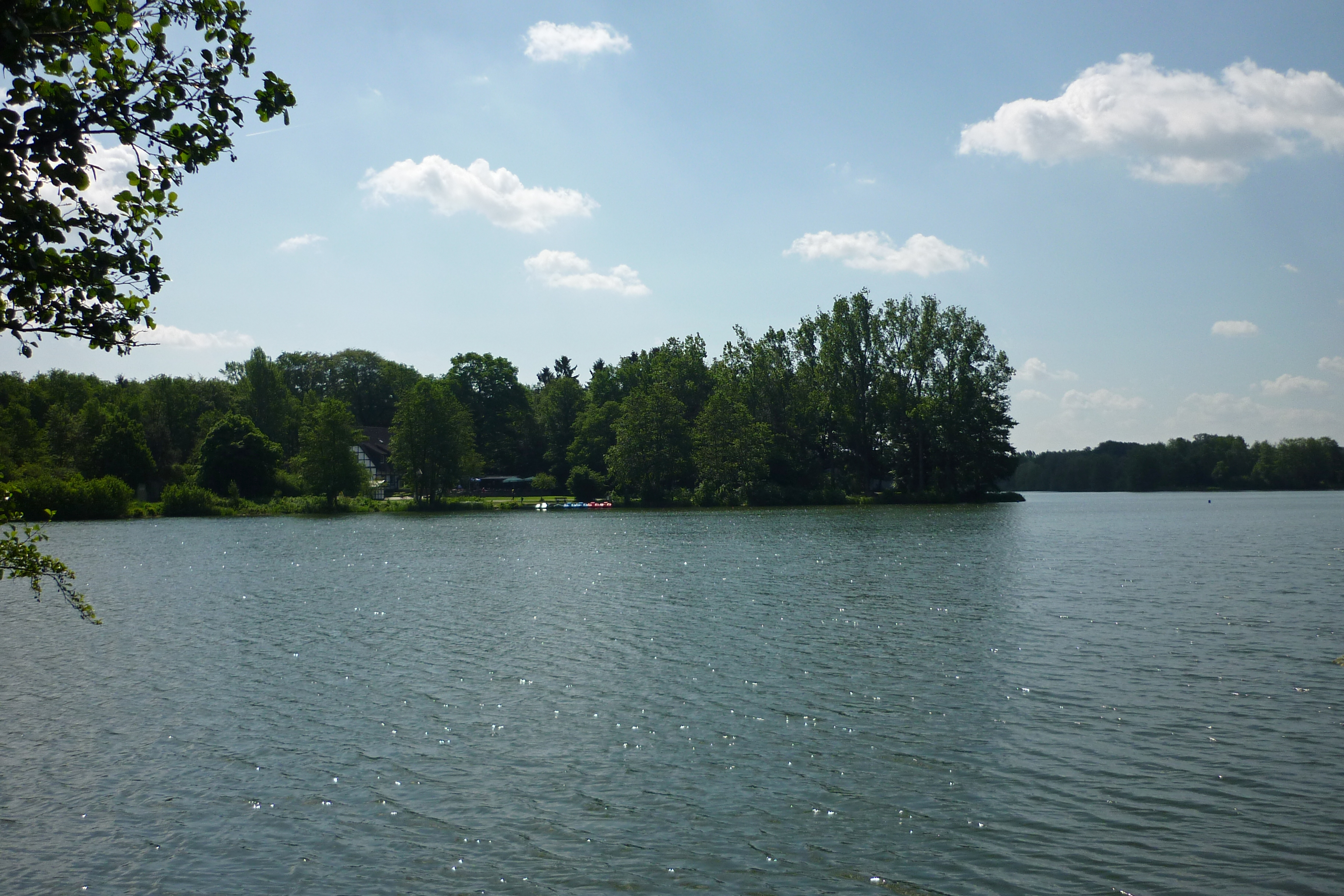
Rubbenbruchsee, Blick von Norden, Mai 2011
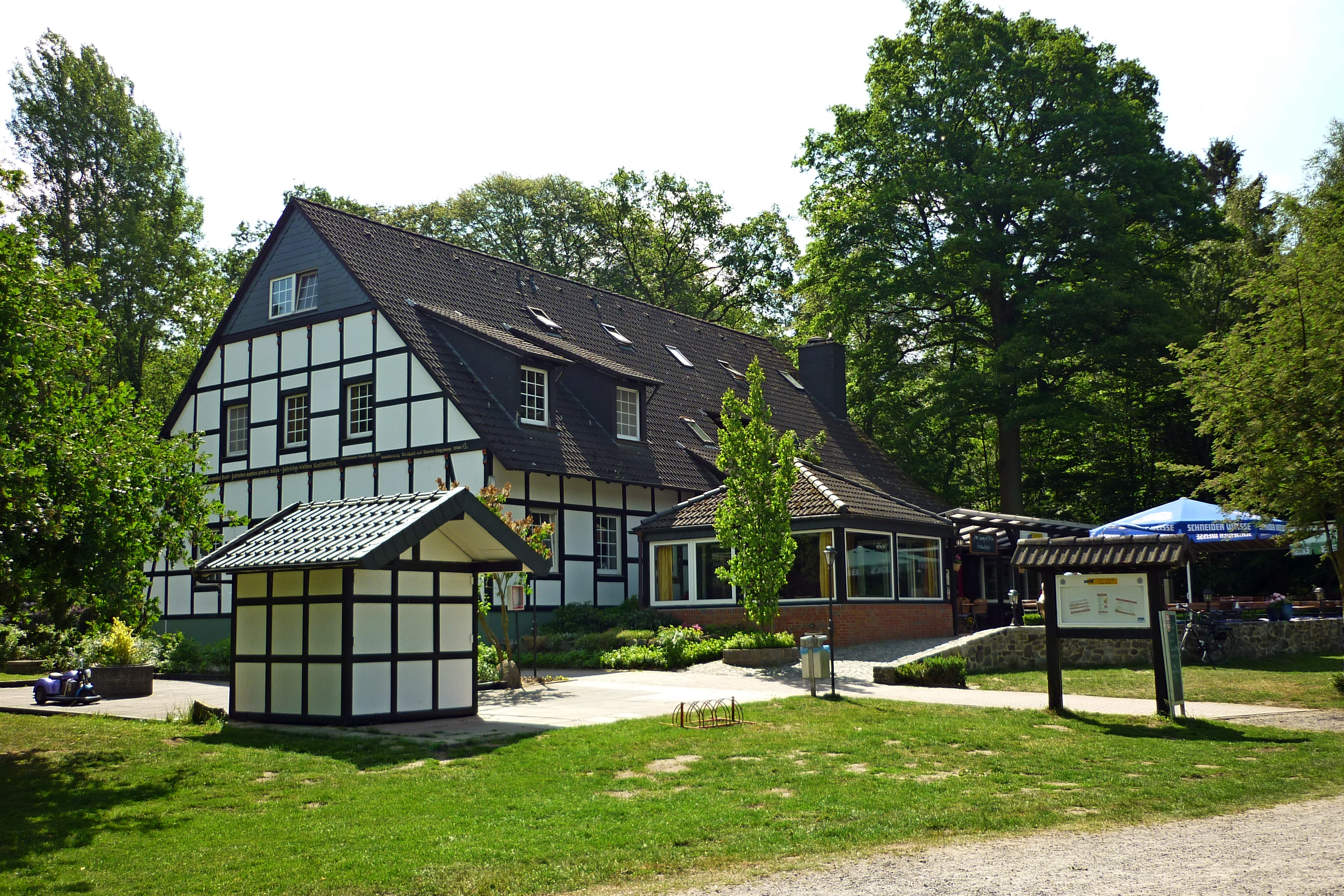
Restaurant am Nordostufer
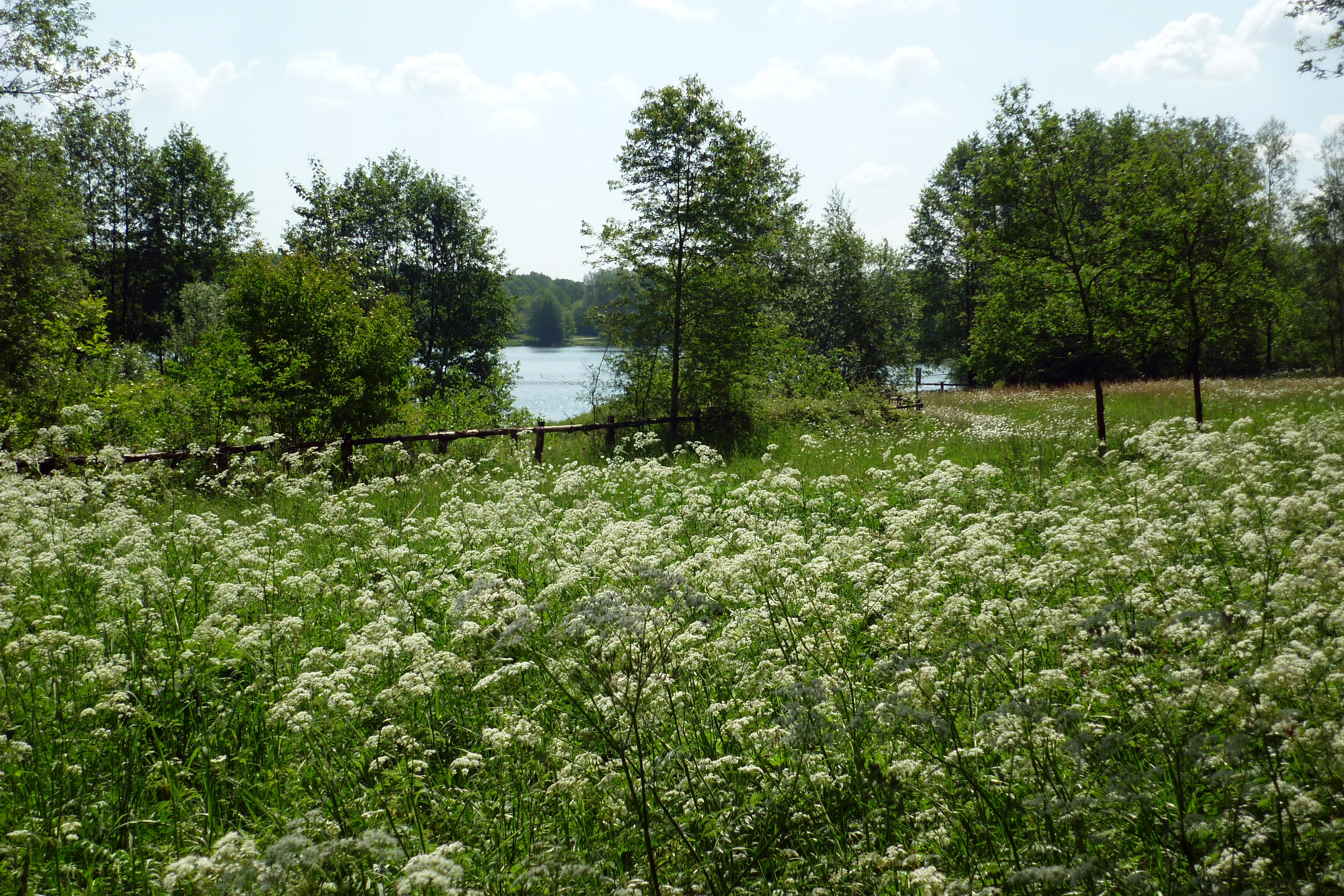
Naturwiese mit Seeblick